# Огледало српско
Огледало српско (орг. Огледало србско) јесте збирка песама Петра II Петровића Његоша, објављена први пут 1845. године у Београду. Друго издање објављено је на Цетињу педесет година касније, 1895. године.

### Његошеве песме:[3]
- Сјени Александра Пушкина
- Бој на Мартиновиће
- Освета ускочка
- Похара Жабљака
- Погибија Бећир- бега Бушатлије
- Удар на Салковину
- Освета Јакше капетана

### Остале песме:[4]
- Синови Иванбегови
- Освета Батрића Перовића
- Српски Бадњи вече
- Милорадовић посланик Петра Великога
- Царев Лаз
- Ибраим-Паша и Велестовци
- Удар на Вука Мандушића
- Ћуприлић Везир
- Удар Тураках на село Трњине
- Петар Бошковић
- Удар на село Трњине
- Не дају вуци овацах
- Царев сестрић и Пипери
- Вук Томановић
- Бој с Кучима
- Никац од Ровинах
- Овце Никца од Ровинах
- Синови Обилића
- Стан полако, Рогоје, много ти је обоје
- Удар на овце кнеза Вујадина
- Смрт Никца од Ровинах
- Крвави ручак
- Два Балетића
- Шћепан Мали
- Јуначка смрт
- Спужани и Пипери
- Брза освета, готова штета
- Удар на Ћурилац
- Удар Махмут-Паше на Пипере
- Клоринда Српска
- Бој с везиром Махмут-Пашом
- Погибија везира Махмут-Паше на село Крусе
- Освета братска
- Бој за Пасиште
- Осман Капетан и Пјешивци
- Разур Вранићах
- Освета Бајова
- Почетак буне против дахија
- Бој на Чокешини
- Бој на Салашу
- Кнез Иван Кнежевић
- Бој на Мишару
- Милош Стојићевић и Мехо Оругџић
- Бој на Лозници
- Луко Лазаревић и Пејзо
- Хвала Чупићева
- Удар на село Рогаме
- Овце Бајове
- Кула Караџића
- Освета за невјеру турску
- Горско каре
- Бој на Морачи Горњој
- Освета за невјеру турску
- Плач три тавничара
- Ош, гриво, туђе је мливо
- Примјечаније
- Предисловије